# Bretx
Bretx är en kommun i departementet Haute-Garonne i regionen Occitanien i södra Frankrike. Kommunen ligger i kantonen Grenade som tillhör arrondissementet Toulouse. År 2022 hade Bretx 666 invånare.

## Befolkningsutveckling
Antalet invånare i kommunen Bretx
Referens:INSEE